# Квецишево
Квецишево (пол. Kwieciszewo, нім. Blütenau) — село в Польщі, у гміні Моґільно Моґіленського повіту Куявсько-Поморського воєводства.
Населення — 686 осіб (2011).
У 1975-1998 роках село належало до Бидгощського воєводства.

## Демографія
Демографічна структура станом на 31 березня 2011 року:
|          | Загалом | Допрацездатний вік | Працездатний вік | Постпрацездатний вік |
| -------- | ------- | ------------------ | ---------------- | -------------------- |
| Чоловіки | 360     | 68                 | 258              | 34                   |
| Жінки    | 326     | 52                 | 192              | 82                   |
| Разом    | 686     | 120                | 450              | 116                  |